# Túlnépesedés

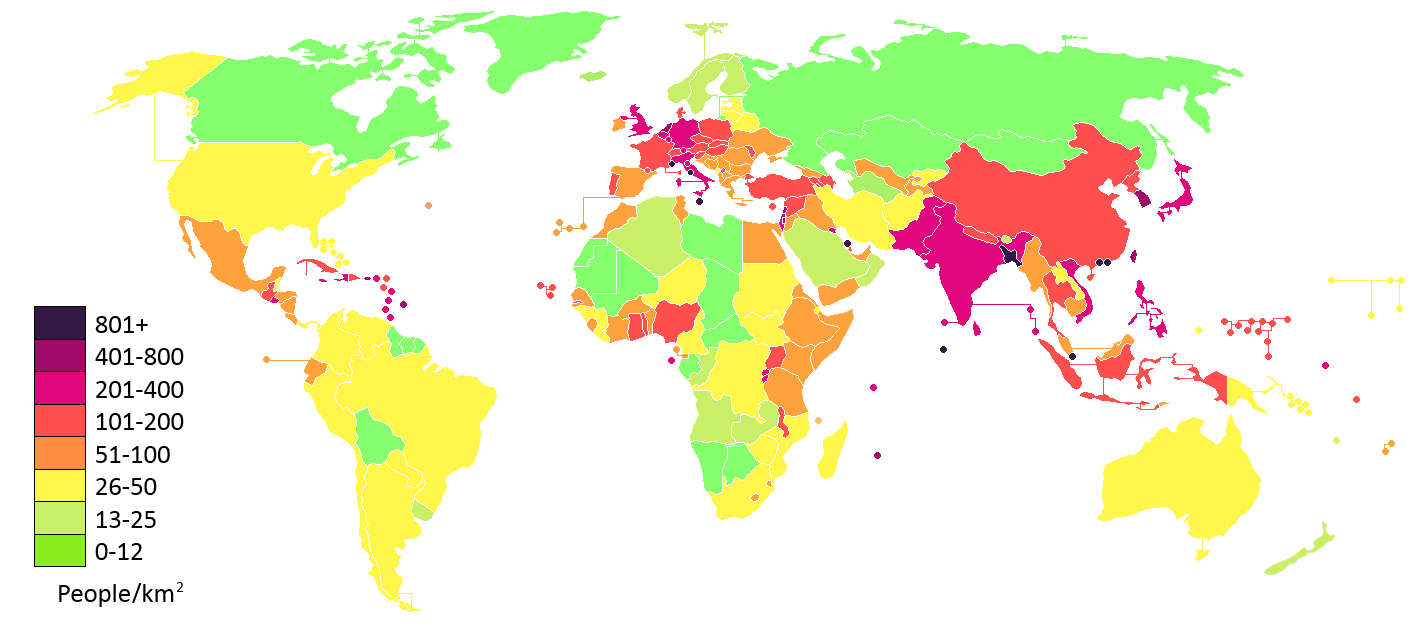
Népsűrűség a világ országaiban

A népesség alakulása i. e. 10 000 óta

Az emberi túlnépesedés azt jelenti, hogy a populáció túlságosan nagy ahhoz, hogy környezete vagy erőforrásai hosszú távon fenntartsák. A populációk túlnépesedése alapvetően ökológiai (etológiai) folyamat, amelynek pozitív és negatív hatásai egyaránt lehetnek: adott területen az erőforrások túlhasználata a populáció összeomlásához vezethet, ugyanakkor a (kényszerű) elvándorlás révén hozzájárulhat a faj elterjedési területének növekedéséhez. Így például a Homo sapiens is azért tudott elterjedni az egész Földön, mert permanens túlnépesedés következtében egymást követték a kirajzások.
Az emberiség túlnépesedése alapvetően akkor következik be egy adott területen, ha az ott élő emberek száma túllépi a terület hosszú távú teherbírását. Ez az egyszerű megközelítés azonban figyelmen kívül hagyja az egyéni környezetterhelés mértékét, mely személyenként és országonként is nagy eltéréseket mutat.
Nehéz megállapítani, hogy mennyi embert képes a teljes Föld eltartani, a kérdéskörben rengeteg tanulmány született már. Egy 2007-es metaanalízis 69 ilyen tanulmányt elemezve 7,7 milliárd fős kapacitást talált a legjobb becslésnek, de az egyes tanulmányok becslései nagyon különböztek (a legkisebb becslés szerint 0,65 milliárd, a legnagyobb szerint 98 milliárd embert képes hosszú távon eltartani a Föld). Ugyanakkor érdemes figyelembe venni, hogy a legtöbb ember számára a puszta túlélés nem egy kívánatos életmód. Márpedig minél többen vagyunk a Földön, annál nyomorúságosabb módon vagyunk kénytelenek élni ahhoz, hogy hosszútávon el tudjon minket tartani a véges természeti erőforrásokkal rendelkező bolygó. Ezért a Föld eltartóképessége szempontjából célszerű azon is elgondolkodni, hogy kollektíven milyen életszínvonalon szeretnénk élni. Egy másik szemszögből úgy is megfogalmazható a probléma, hogy minél jobban szeretnénk élni, annál kevesebb embert tud hosszútávon eltartani a Föld.
Az emberiség hosszú történelme során 1899 körül érte csak el az egymilliárd főt, ennek a megduplázódására viszont már csak 21 évre volt szükség – 1930-ra a népesség kétmilliárd, 1959-re már 3 milliárd fő volt, majd a rohamos növekedés eredményeképp 2011-re a 7 milliárd főt is elérte.
A Növekedés Határai c. tanulmány modellje szerint azonban a jelenlegi trendek mellett már 2040 körül elkezdene csökkenni a népesség a természeti erőforrások kimerülése (pl. talajpusztulás, rétegvizek eltűnése, stb.) miatt.
Bár a népesség továbbra is nő, a növekedés üteme már 1963 óta csökkenő tendenciákat mutat – ekkor érte el csúcspontját, a 2,19%-os éves növekedést. Jelenleg (2022) évente 0,84%-kal nő a világ népessége, ez a szám 2050-re várhatóan 0,5% alá esik. Időközben viszont nagyjából több, mint a kétszeresére nőtt a világnépesség, így bár azóta növekedés üteme arányait tekintve csökkent, abszolút értékben még nőtt is, majd az ezredforduló után enyhén csökkenni kezdett.
A Föld népességének növekedése és a megkétszereződési szakaszok:
| Időszak                                | Növekedés (millió fő) | A megkétszereződéshez szükséges évek |
| -------------------------------------- | --------------------- | ------------------------------------ |
| i.e. 10000-től i.e. 7090-ig            | 5-10                  | 3000                                 |
| i.e. 7000-től i.e. 4900-ig             | 10-20                 | 2500                                 |
| i.e. 4500-tól i.e. 2500-ig             | 20-40                 | 2000                                 |
| i.e. 2500-tól i.e. 1000-ig             | 40-80                 | 1500                                 |
| i.e. 1000-től az időszámítás kezdetéig | 80-160                | 1000                                 |
| az időszámítás kezdetétől 900-ig       | 160-320               | 900                                  |
| 900-tól 1700-ig                        | 320-600               | 800                                  |
| 1700-tól 1850-ig                       | 600-1200              | 150                                  |
| 1850-től 1950-ig                       | 1200-2500             | 100                                  |
| 1950-től 1990-ig                       | 2509-5300             | 40                                   |
| 1990-től 2085-ig (előrejelzés)         | 5300-10254            | 95                                   |

## A túlnépesedés különböző megközelítései
A túlnépesedés szorosan összefügg a fenntarthatósággal, ugyanakkor a túlnépesedettség állapotát nehéz egyértelműen meghatározni.
A túlnépesedettség megközelíthető a fenntarthatóság és az egyéni környezetterhelés, illetve a szegénység együttes figyelembe vételével is. Bár az ökolábnyom-számítás nem tekinthető a fenntarthatóságot egyértelműen és pontosan jelző mutatójának, mindent összevetve a legjobb eszközünk, ami van. A fenntarthatóság érdekében észszerű arra törekedni, hogy egy adott társadalom ökolábnyoma ne haladja meg a rendelkezésre álló biokapacitást. Országokat tekintve az egy főre jutó ökolábnyom jellemzően korrelál az adott ország átlagjövedelmével, vagyis a gazdagabb országokban jellemzően nagyobb az egy főre jutó ökolábnyom. Mindezek alapján azt lehet mondani, hogy ha egy adott területen akkora a népesség, hogy az egy főre jutó biokapacitás egy szegény ország egy főre jutó ökolábnyomának felel meg, az a terület túlnépesedettnek számít. Ez a megközelítés jól szemlélteti a túlnépesedés ún. "szegénységcsapda" jellegét is.
A túlnépesedést a fenntarthatóság és az életminőség szempontjából is megközelíthető. Az életminőség legáltalánosabban elfogadott mutatója az emberi fejlettségi index (HDI), melynek az elért pontszám alapján négy kategóriája van, és a legmagasabb kategóriába tartozó országokat mondhatjuk fejlett országoknak. Az egy főre jutó ökolábnyom az egy főre jutó jövedelemmel és HDI-vel is korrelál, és azt láthatjuk, hogy a "nagyon magas" HDI-vel rendelkező országok között a legacsonyabb egy főre jutó ökolábnyom 2.7 gha/fő (Uruguay). Így a túlnépesedettség állapota úgy is meghatározható, hogy az a népességszám, amely mellett az adott területen az egy főre jutó biokapacitás nem alacsonyabb, mint a legalacsonyabb egy főre jutó ökolábnyommal rendelkező, nagyon magas fejlettségi index-szel rendelkező ország (ami jelenleg 2.7 gha/fő, mely egyébként nagyjából megegyezik a világátlaggal).

## A túlnépesedés okai
A történelem során a technikai forradalmak (eszközhasználat kezdete, a mezőgazdaság forradalma, ipari forradalom) egyben népességrobbanásokkal is jártak.
A népesség akkor nő, ha a születési ráta huzamos ideig meghaladja a halálozási rátát. A higiénés körülmények és az orvosi ellátás fejlődésének hatására a gyermekhalandóság erősen lecsökkent, de ehhez a szaporulat a kulturális, társadalmi normák alkalmazkodásának jóval lassabban zajló folyamata miatt sokáig nem változott. A fejlett országokban mára a születési ráták ismét a halálozási ráták szintjére (vagy az alá) csökkentek, míg a fejlődő országokban jelenleg is népességrobbanás zajlik.
Érdemes kiemelni, hogy mind a fejlődő-, mind a fejlett országokban a nemzések közel fele nem kívánt. Bár a fogamzásgátlást 1968-ban emberi jognak nyilvánítottak, a kulturális tabuk miatt sokan még máig sem tudnak erről. A fogamzásgátlás emberi jogának biztosítása bekerült a Milleniumi Fejlesztési Célokba, de mivel nem valósult meg, legújabban bekerült a Fenntartható Fejlődési Célok közé is (3.7, ill. 5.6). Lényegében arról van szó, hogy a családtervezés (fogamzásgátlás) a jómódúak kiváltsága. Néhány tucat országban bizonyos esetekben ingyenesek a fogamzásgátlók a felhasználók számára, ami valójában megtakarítást jelent a központi költségvetés számára, mivel a nem kívánt nemzések, és az abból fakadó társadalmi-gazdasági problémák súlyos károkat okoznak.
Az alacsony életszínvonalon, mezőgazdaságból élő társadalmakban a jóléti társadalmakra jellemző szociális ellátórendszer hiányában a nemzedékek kölcsönösen egymásra utalt helyzetben vannak. A gyerekek már egészen fiatal korukban munkába állnak és gazdasági értékkel bírnak, sőt az idős szülőket (nyugdíjrendszer hiányában) a gyermekeik látják el. Így az ilyen társadalmakban a családok rövidtávú érdeke, hogy annyi gyerek szülessen, amennyit megfelelően tudnak táplálni, egészséges módon fel tudnak nevelni, tehát a népesség rohamosan nő. Ugyanakkor általánosságban elmondható, hogy ezekben az országokban a nők kevesebb gyermeket szeretnének, mint a férfiak (Afrikában pl. átlagosan hárommal kevesebbet), csak nem tudják érvényesíteni jogaikat. Ez alapján elmondható, hogy a túlnépesedés részben a női egyenjogúság biztosításának hiányából is fakad.
Ezzel szemben a nyugati jóléti társadalmakban a vagyon nem a gyerekektől a szülők irányába áramlik, hanem a szülőktől a gyerekek felé, így a gyerekvállalásnak nincs gazdasági haszna a család számára. A szülővé válás pszichológiai értéke kerül előtérbe, és az erre irányuló vágyak kielégítéséhez általában 1-2 gyermek vállalása is elég, így jellemzőek a nukleáris családok kevés gyerekkel. Mindezek hatására a népesség lassú csökkenésnek indul. Az UNESCO adatai alapján az általános iskola elvégzése átlagosan eggyel, a középiskola pedig hárommal csökkenti a tervezett gyermekek számát. Az oktatáshoz való hozzáférés hiányának tehát óriási jelentősége van a népességnövekedésben, és így a túlnépesedésben. Egyes számítások alapján az oktatás és a fogamzásgátlás emberi jogának biztosítása együtt képes volna megállítani, és potenciálisan csökkenésbe fordítani a globális népességnövekedést.

## Lásd még
- Becslések a Föld népességére